# Hymenoepimecis heteropus
Hymenoepimecis heteropus là một loài tò vò trong họ Ichneumonidae.